# Ciprian Marica
Ciprian Andrei Marica, född 2 oktober 1985 i Bukarest, är en rumänsk före detta fotbollsspelare som spelade som anfallare. Han representerade Rumäniens landslag i totalt 72 landskamper. På klubblagsnivå representerade han bland andra Sjachtar Donetsk, VfB Stuttgart, Schalke 04 och Getafe.